# ماري أوغوستا ديكرسون
ماري أوغوستا ديكرسون (بالإنجليزية: Mary Augusta Dickerson)‏ (22 سبتمبر 1876، نيويورك في الولايات المتحدة - 31 مارس 1962، شيكاغو في الولايات المتحدة)؛ كاتبة للأطفال، كاتِبة وروائية أمريكية.